# Racomitrium brevisetum
Racomitrium brevisetum là một loài Rêu trong họ Grimmiaceae. Loài này được Lindb. mô tả khoa học đầu tiên năm 1872.